# The Rookie (Fernsehserie)
The Rookie ([ˈɹʊki] ⓘ englisch für Der Neuling, Der Anfänger) ist eine US-amerikanische Fernsehserie des Senders ABC. Im Mittelpunkt steht der von Nathan Fillion gespielte John Nolan, der vorher als Bauunternehmer tätig war und erst mit Mitte vierzig auf die Idee kam, sich als Polizist beim Los Angeles Police Department ausbilden zu lassen.
In Polizeieinsätzen und privaten Interaktionen erleben Nolan, seine viel jüngeren Mitanfänger, die Ausbilder und Vorgesetzten im Polizeidienst teils absurde, brutale, rührende oder übertrieben dargestellte Situationen. Die Interaktionen und Beziehungen zwischen den Polizisten und den anderen Figuren der Serie entwickeln sich weiter. Das Alter Nolans, seine Lebenserfahrung aber auch seine Unerfahrenheit bis Naivität als Polizist stehen im Kontrast zueinander. Die Serie wird seit 2018 ausgestrahlt.

## Inhalt
Staffel 1:
Der Bauunternehmer John Nolan aus Pennsylvania hat im Alter von 45 Jahren gerade eine Scheidung hinter sich und seinen Sohn aufs College verabschiedet, als er in einen Banküberfall gerät. Dabei hilft er unerwartet der Polizei, indem er die Räuber ablenkt. Inspiriert von diesem Erlebnis beschließt er, nach Los Angeles zu ziehen und dort eine Karriere als Polizist beim LAPD zu beginnen. Nach seinem Abschluss an der Polizeiakademie muss Nolan als ältester Rookie der Truppe die gefährlichen Aufgaben seines Jobs meistern. Unterstützung erhält er dabei von den anderen Rookies Lucy Chen und Jackson West, während sein Vorgesetzter Sergeant Grey ihn zunächst als Risiko für die Truppe sieht.
Staffel 2:
Nach dem Tod von Captain Andersen kämpfen die Rookies weiter um Anerkennung. Nolan bekommt eine neue Ausbildungsbeamtin, Nyla Harper, ein erfahrener, aber desillusionierter Detective. Harpers raue Art stellt Nolan vor Herausforderungen, doch allmählich entwickelt sich Respekt zwischen ihnen. Chen muss nach ihrer Entführung durch einen Serienmörder lernen, ihre Ängste zu überwinden, unterstützt von ihren Kollegen. Jackson West kämpft mit den hohen Erwartungen seines Vaters, einem hochrangigen Polizisten, und sucht seinen eigenen Weg im Polizeidienst.
Nolans Beziehung zu Jessica Russo, einer ehemaligen FBI-Agentin, wird durch berufliche Herausforderungen belastet. Die Staffel gipfelt in einem nervenaufreibenden Katz- und Maus-Spiel zwischen Nolan, seiner Ausbilderin Harper und einem korrupten Detective, der Beweise fingiert, um Nolan als Maulwurf darzustellen.
Staffel 3:
Nolan gerät selbst unter Verdacht, Beweise manipuliert zu haben. Dank des Rückhalts durch seine Kollegen wird der wahre Schuldige schließlich zur Strecke gebracht, jedoch muss Nolan aufgrund persönlicher Versäumnisse seine Ausbildung um mehrere Wochen verlängern. Der Tod von Officer Jackson West, der sein Leben opfert, um Detective Angela Lopez vor einem Drogenkartell zu schützen, hinterlässt tiefe Wunden im Team.
Währenddessen erfährt Lopez, dass sie schwanger ist, und wird kurz darauf von einem skrupellosen Syndikatsboss entführt. Die Staffel endet mit einer dramatischen Rettungsaktion, um Lopez zu befreien, wobei das Team gegen die Zeit kämpft und alle Ressourcen mobilisiert. Die Ereignisse werden begleitet von aktuellen gesellschaftlichen Themen wie Polizeibrutalität und Rassismus.
Staffel 4:
Nolan hat seine LAPD-Ausbildung erfolgreich abgeschlossen. Während der Staffel werden sowohl seine beruflichen Fortschritte als auch die Entwicklung seiner persönlichen Beziehungen beleuchtet, insbesondere seine neue Romanze mit der Feuerwehrfrau Bailey Nune. Bradford und Chen kommen sich beruflich und persönlich näher. Lopez muss ihre Rolle als Mutter mit ihrer Karriere als Detective vereinbaren.
Staffel 5:
Nolan wird zum Ausbildungsbeamten befördert und bekommt mit Celina Juarez eine neue Rekrutin zugewiesen, die eine unkonventionelle Herangehensweise an die Polizeiarbeit hat. Die Staffel beleuchtet auch das komplexe Privatleben der Figuren und ihre Entwicklungen innerhalb des LAPD.
Staffel 6:
Nach Angriffen auf das LAPD-Team, bei denen Officer Aaron Thorsen schwer verletzt wird, versucht das Team, die Hintergründe der Angriffe aufzudecken. Parallel dazu steht Nolans Hochzeit mit Bailey Nune bevor, die jedoch durch berufliche sowie persönliche Hindernisse gefährdet wird. Die Staffel konzentriert sich stark auf die Dynamik innerhalb des Teams sowie die individuellen Entwicklungen der Figuren.
Staffel 7:
Die Mid-Wilshire‑Einheit bekommt Verstärkung durch die zwei neune Rookies Seth Ridley und Miles Penn. Lucy erhält eine vorübergehende Beförderung zur P3 und Ausbilderin. Baileys Ex‑Mann Jason Wyler und der skrupellose Verbrecher Oscar Hutchinson entwischen aus dem Gefängnis und bedrohen sie, John und das Team. Daneben kehrt auch die korrupte Anwältin Monica Stevens zurück. Die Romanze zwischen Tim und Lucy bleibt weiterhin kompliziert.

## Produktion
Der Sender ABC gab im Oktober 2017 bekannt, The Rookie „straight-to-series“, also ohne einen vorab produzierten Pilotfilm bestellt zu haben. Hauptdarsteller Nathan Fillion und Autor Alexi Hawley, die bereits gemeinsam an der erfolgreichen Krimiserie Castle gearbeitet hatten, wurden als Executive Producer angekündigt. The Rookie wird von ABC Studios in Zusammenarbeit mit der Firma von Mark Gordon produziert.
Die Arbeiten an der Pilotfolge begannen am 7. März 2018. Die Dreharbeiten fanden in Los Angeles und New York City statt. Die erste Staffel mit 20 Episoden wurde zwischen Herbst 2018 und Frühjahr 2019 ausgestrahlt. Die zweite Staffel startete im September 2019, die dritte Staffel feierte ihre Premiere im Januar 2021.
Ab der zweiten Staffel zählte Afton Williamson nicht mehr zum Cast. Anfang August 2019 gab sie auf Instagram ihren Ausstieg aus der Serie bekannt. Die Gründe seien rassistische Beleidigungen und sexuelle Belästigung am Set. Die von ihr Beschuldigten sind die Leiterin der Hairstylisten, Sally Nicole Ciganovich, und der Schauspieler Demetrius Grosse. Eine Untersuchung durch eine Anwaltskanzlei kam im September 2019 zu dem Ergebnis, dass sich für Williamsons Anschuldigungen keine Beweise finden ließen.

## Besetzung und Synchronisation
Die deutschsprachige Synchronisation der Fernsehserie entsteht bei Brandtfilm in Potsdam-Babelsberg nach Dialogbüchern von Angelika Brötzmann, Victoria Sturm und Ariane Huth. Dialogregie führt Charles Rettinghaus.

### Hauptdarsteller
| Rolle                  | Darsteller       | Hauptrolle (Folgen) | Nebenrolle (Folgen) | Synchronsprecher                                        |
| ---------------------- | ---------------- | ------------------- | ------------------- | ------------------------------------------------------- |
| John Nolan             | Nathan Fillion   | 1.01–               |                     | Tobias Kluckert                                         |
| Angela Lopez           | Alyssa Diaz      | 1.01–               |                     | Yvonne Greitzke                                         |
| Wade Grey              | Richard T. Jones | 1.01–               |                     | Ingo Albrecht (Staffel 1–3) Milton Welsh (ab Staffel 4) |
| Lucy Chen              | Melissa O’Neil   | 1.01–               |                     | Anne Düe                                                |
| Timothy „Tim“ Bradford | Eric Winter      | 1.01–               |                     | Manou Lubowski                                          |
| Zoe Andersen †         | Mercedes Mason   | 1.01–1.16           | 3.10                | Victoria Sturm                                          |
| Talia Bishop           | Afton Williamson | 1.01–1.20           |                     | Cornelia Waibel                                         |
| Jackson West †         | Titus Makin Jr.  | 1.01–3.14           |                     | Ricardo Richter                                         |
| Nyla Harper            | Mekia Cox        | 2.04–               |                     | Anja Stadlober                                          |
| Wesley Evers           | Shawn Ashmore    | 3.01–               | 1.07–2.16           | David Bunners                                           |
| Bailey Nune            | Jenna Dewan      | 4.02–               | 3.14                | Giuliana Jakobeit                                       |
| Aaron Thorsen          | Tru Valentino    | 5.01–6.10           | 4.02–4.22           | Tobias Diakow                                           |
| Celina Juarez          | Lisseth Chavez   | 6.01–               | 5.03–5.22           | Jill Böttcher                                           |

### Nebendarsteller
| Rolle                          | Darsteller            | Folgen                                                                                       | Synchronsprecher                                                      |
| ------------------------------ | --------------------- | -------------------------------------------------------------------------------------------- | --------------------------------------------------------------------- |
| Isabel Bradford                | Mircea Monroe         | 1.01, 1.03, 1.07–1.09, 1.12, 5.20                                                            | Daniela Hoffmann                                                      |
| Ben McRee                      | Currie Graham         | 1.05, 1.07, 1.11–1.13, 1.19, 3.10                                                            | Viktor Neumann                                                        |
| Nell Forester                  | Sara Rue              | 1.05, 1.12, 1.19, 2.08, 4.22, 6.09                                                           | Nadine Heidenreich                                                    |
| Kevin Wolfe                    | Demetrius Grosse      | 1.07–1.09, 1.14, 1.19                                                                        | Kevin Kraus                                                           |
| Henry Nolan                    | Zayne Emory           | 1.07, 1.10, 2.05, 2.08, 2.12, 3.10–3.12, 4.09, 6.02                                          | Tom Raczko                                                            |
| Percy West                     | Michael Beach         | 1.08–1.09, 1.18, 1.20, 3.01, 3.08, 6.06                                                      | Tilo Schmitz                                                          |
| Luna Grey                      | Angel Parker          | 1.12, 3.03–3.04, 4.21, 5.01, 5.09, 5.22, 6.02–6.03, 6.05, 6.08, 7.05–7.06, 7.10              | Katharina Spiering Isabelle Schmidt (5.01)                            |
| Quigley Smitty                 | Brent Huff            | 1.14–                                                                                        | Uwe Jellinek (1.14) Oliver Stritzel (ab Staffel 2)                    |
| Jessica Russo                  | Sarah Shahi           | 1.15, 1.17, 1.20–2.01, 2.03, 2.06–2.07                                                       | Alexandra Wilcke                                                      |
| Oscar Hutchinson               | Matthew Glave         | 1.15, 2.06, 2.18, 3.08, 4.10–4.11, 5.12, 5.17, 6.02, 6.09–6.10, 7.18                         | Sven Brieger                                                          |
| Sean Del Monte                 | Michael Trucco        | 1.17, 2.10, 3.14, 4.15, 4.21, 5.01–5.02, 5.06, 6.06, 7.04, 7.17                              | Bernd Egger (1.17) Gerrit Hamann (2.10) Boris Tessmann (ab Staffel 3) |
| Dr. Grace Sawyer               | Ali Larter            | 2.02–2.20                                                                                    | Dascha Lehmann                                                        |
| Nicholas „Nick“ Armstrong †    | Harold Perrineau, Jr. | 2.02–3.01                                                                                    | Charles Rettinghaus                                                   |
| Schwester Lisa                 | Crystal Coney         | 2.02, 2.06, 2.13, 2.19, 3.01, 3.12, 4.05, 4.12, 4.15, 4.17, 4.21, 5.09, 5.22–6.01, 7.09–6.10 | Verena Unbehaun                                                       |
| Rachel Hall                    | Jasmine Mathews       | 2.03–2.04, 2.06, 2.09, 2.15, 2.18, 2.20, 7.03, 7.13, 7.15                                    | Katja Hiller                                                          |
| Patrice Evers                  | Jane Daly             | 2.03, 2.13, 3.11, 3.14, 4.21                                                                 | Sonja Deutsch                                                         |
| Donovan Town                   | Enver Gjokaj          | 2.04, 2.06, 2.16, 4.05, 4.09, 4.14                                                           | Armin Schlagwein                                                      |
| Lila Town                      | Carsyn Rose           | 2.04, 2.06, 2.09, 2.16, 4.05, 4.18, 4.21, 5.06                                               | Lily Müller (bis 4.18) Frida Sosniok (ab 4.21)                        |
| Abigail Tierney                | Madeleine Coghlan     | 2.05, 2.12, 3.11–3.12, 7.15                                                                  | Sarah Alles                                                           |
| Sterling Freeman               | Daniel Lissing        | 2.09, 2.12, 2.17, 3.07                                                                       | Julian Weigend                                                        |
| Rosalind Dyer †                | Annie Wersching       | 2.10–2.11, 2.20–3.01, 5.01, 5.04                                                             | Ilona Brokowski                                                       |
| Chastity Sneed                 | Meg DeLacy            | 2.13, 4.05, 4.22, 6.02, 7.17                                                                 | Lena Rettinghaus (2.13) Ana Purwa (4.05) Isabella Vinet (ab 4.22)     |
| Tamara Colins                  | Dylan Conrique        | 3.02–5.03, 5.12, 5.14, 5.20, 6.05–6.07, 7.07, 7.16                                           | Lena Rettinghaus                                                      |
| James Murray                   | Arjay Smith           | 3.02–                                                                                        | Asad Schwarz                                                          |
| Douglas „Doug“ Stanton         | Brandon Routh         | 3.02–3.05, 3.13                                                                              | Tim Knauer                                                            |
| Ryan Caradine                  | Kamar de los Reyes    | 3.02, 3.04, 3.10, 4.01, 4.04                                                                 | Dennis Schmidt-Foß                                                    |
| Sandra de la Cruz „La Fiera“ † | Camille Guaty         | 3.03, 3.12–4.01                                                                              | Sarah Méndez García                                                   |
| Fiona Ryan                     | Toks Olagundoye       | 3.06, 3.08–3.09, 3.11, 3.13–3.14                                                             | Alice Bauer                                                           |
| Elijah Stone                   | Brandon Jay McLaren   | 4.01, 4.03–4.04, 4.07, 4.09, 5.06–5.07, 5.11–5.12, 5.15, 5.17                                | Tobias Schmidt Charles Rettinghaus (4.07)                             |
| Ashley McGrady                 | Helena Mattsson       | 4.06, 4.10, 4.12, 4.21, 5.05                                                                 | Nicole Hannak (Staffel 4) Gabrielle Pietermann (Staffel 5)            |
| Gennifer Bradford              | Peyton List           | 4.08–4.09, 5.02, 5.09, 5.11, 7.06, 7.08                                                      | Sonja Spuhl (bis Staffel 5) Josephine Schmidt (Staffel 7)             |
| Jason Wyler †                  | Steve Kazee           | 4.09–4.11, 6.10, 7.05                                                                        | Jaron Löwenberg                                                       |
| Privatdetektiv Randy           | Flula Borg            | 4.10–4.11, 4.14, 5.20, 6.02, 7.17                                                            | Stefan Weißenburger (bis 4.11) Karlo Hackenberger (ab 4.14)           |
| Chris Sanford                  | Kanoa Goo             | 4.10–5.09, 5.17                                                                              | Konrad Bösherz                                                        |
| Simone Clark                   | Niecy Nash-Betts      | 4.19–4.20, 5.10, 5.21                                                                        | Heide Domanowski                                                      |
| Matthew Garza                  | Félix Solis           | 4.19–4.20, 5.03, 5.15, 6.10–7.01, 7.18                                                       | Marios Gavrilis (bis 4.20) Matti Klemm (ab 5.03)                      |
| Laura Stensen                  | Britt Robertson       | 5.03–5.04, 5.15, 6.10, 7.14                                                                  | Laurine Betz                                                          |
| Brendon Acres                  | Kevin Zegers          | 5.04, 5.15, 6.10, 7.04–7.05                                                                  | Sebastian Christoph Jacob                                             |
| Monica Stevens                 | Bridget Regan         | 5.06–6.10, 7.11, 7.18                                                                        | Franziska Endres                                                      |
| Karla Juarez                   | Marlene Forte         | 5.13, 5.17, 5.19, 7.14                                                                       | Cornelia Meinhardt                                                    |
| Rodge Bronson                  | Zander Hawley         | 5.13, 6.02, 7.10, 7.13, 7.15–7.17                                                            | Constantin von Jascheroff                                             |
| Dr. Blair London               | Danielle Campbell     | 6.01, 6.03–6.05, 6.07–6.10                                                                   | Gabrielle Pietermann                                                  |
| Keith Graham                   | Ivan Hernandez        | 7.01–7.03, 7.06                                                                              | Sebastian Schulz                                                      |
| Miles Penn                     | Deric Augustine       | 7.01–                                                                                        | Fabian Kluckert                                                       |
| Seth Ridley                    | Patrick Keleher       | 7.01–7.05, 7.07–7.08, 7.10, 7.16                                                             | Oliver Szerkus                                                        |

## Rezeption
„Fish out of Water“ nennt man das Genre, das Nathan Fillion als Weltenwechsler nun in besonderer Weise bespielt – als Kombination mit einer Midlife Crisis, die ihn vor haufenweise Probleme stellt, die nach allen Regeln der Erzählkunst ausgeschlachtet werden, schrieb Michael Hanfeld in der FAZ. Das berge Drama ebenso wie Komödie. Eine gewisse Ernsthaftigkeit, auf die es Castle erst im Laufe der Zeit abgesehen gehabt habe, zeichne The Rookie nicht nur in diesem Punkt von Beginn an aus – stets getragen von der Selbstironie, mit der Fillion seine Rollen präge. Die Drehbücher seien darauf ausgelegt, im Fall von The Rookie sogar angeblich nach einem realen Vorbild.
Die Handlung als solche werde allerdings nicht sonderlich lange im Gedächtnis bleiben, schrieb Jaschar Marktanner (Filmrezensionen.de), aber The Rookie fokussiere sich hauptsächlich auf seine Figuren. Die Serie nehme sich die meiste Zeit für jede einzelne der vielen Figuren sowie ihre jeweiligen Beziehungen zueinander. Nolan lerne zwar unglaubwürdig schnell, handle sich aber auch Probleme durch seine Unerfahrenheit und Anfängerfehler ein.

## Spin-Offs
Zeitgleich mit der Erstausstrahlung der vierten Staffel von The Rookie wurde auch die Spin-Off-Serie The Rookie: Feds gesendet, diese wurde allerdings bereits nach der ersten Staffel abgesetzt.
Im November 2024 wurde von ABC ein weiterer Spin-Off der Serie angekündigt, der ebenfalls im Polizistenmilieu spielen wird. Als Showrunner fungiert erneut Alexi Hawley, Produzenten sind unter anderem wieder Nathan Fillion sowie William „Bill“ Norcross, auf dessen Lebensgeschichte die Serie The Rookie basiert.

## Ausstrahlung
Die deutsche Free-TV-Premiere der dritten Staffel fand am 18. Juli 2022 auf ZDFneo statt; dort wurde ab dem 18. Oktober 2022 auch die vierte Staffel gezeigt. Teile der Serie sind in Deutschland gratis in der ZDFmediathek und ARD Mediathek abrufbar. Seit dem 1. Juli 2023 wird die Serie zum Streamen auf Netflix und Amazon Prime Video (Staffeln 1–5) angeboten. Seit dem 13. Dezember 2023 sind die Staffeln 1 bis 5 auf Disney+ abrufbar, seit dem 18. Dezember 2024 auch Staffel 6. Die Deutschlandpremiere der fünften Staffel war am 5. Juli 2023 auf Sky One, zusammen mit dem Spin-off The Rookie: Feds mit Niecy Nash in der Hauptrolle.
Der Ausstrahlungsbeginn der sechsten Staffel war am 20. Februar 2024 auf ABC. In Deutschland sind seit dem 21. Februar 2024 die Folgen der sechsten Staffel im Originalton auf Sky Q und WOW verfügbar. Die lineare Ausstrahlung der synchronisierten deutschen Fassung der sechsten Staffel fand ab dem 1. Mai auf Sky One statt. Die fünfte Staffel wurde ab dem 11. April 2024 auf ZDFneo im Free-TV ausgestrahlt und ist in der ZDFmediathek verfügbar.
Im April 2024 wurde eine siebte Staffel angekündigt. Die 18-teilige Staffel startete auf dem Sender ABC am 7. Januar 2025. Im Originalton ist sie seit dem 10. Januar 2025 über Sky und WOW on Demand abrufbar. Sky One zeigt sie im linearen TV mit deutscher Synchronisation wöchentlich seit dem 24. Januar 2025.
Ab dem 27. Februar 2025 wurde die sechste Staffel erstmals im Free-TV bei ZDFneo ausgestrahlt und war danach in der ZDFmediathek auf Abruf verfügbar.
Die Serie wird in einer achten Staffel fortgesetzt.